# Karang Melati
Karang Melati is een bestuurslaag in het regentschap Ogan Komering Ulu van de provincie Zuid-Sumatra, Indonesië. Karang Melati telt 2139 inwoners (volkstelling 2010).